# Via Labicana

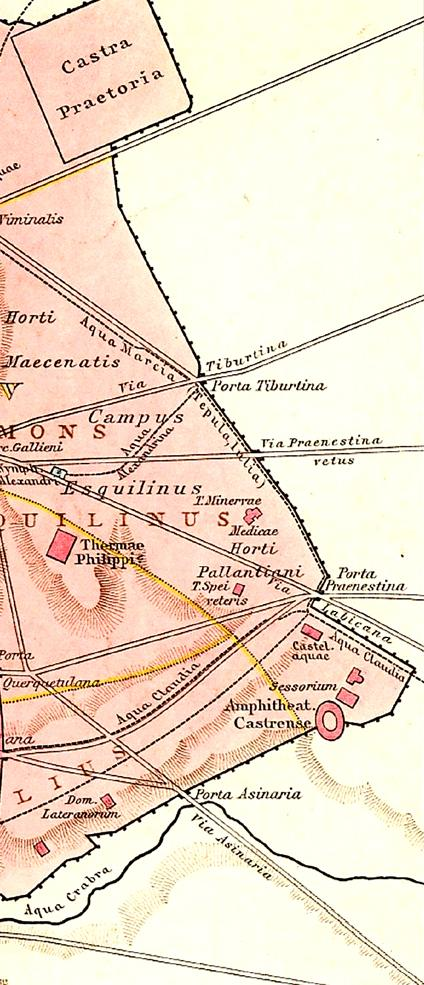
Beginn der Via Labicana im Osten Roms

Die Via Labicana (heutiger Name: Via Casilina) ist eine antike römische Straße in Italien. Sie begann ostsüdöstlich von Rom und verband die Hauptstadt mit Tusculum und dem namengebenden Ort Labici.
Vom Zentrum aus führte die Straße durch die noch existierende Porta Esquilina in der Servianischen Mauer aus der Königszeit und verließ die Stadt an der Porta Praenestina (heute Porta Maggiore).
In einer an dieser Straße gelegenen Villa der Livia Drusilla wurde 1910 eine Statue des Augustus als Pontifex Maximus aufgefunden, die namengebend für eine Gruppe vergleichbarer Statuen wurde (Via-Labicana-Typ). Heute befindet sich die Statue im Palazzo Massimo alle Terme im Römischen Nationalmuseum.
Am dritten Meilenstein dieser Straße wurde unter Konstantin eine Basilika mit angrenzendem Mausoleum für seine Mutter, die heilige Helena, errichtet. Dort befindet sich auch die Katakombe der Heiligen Marcellinus und Petrus.
Am fünften Meilenstein wurde Kaiser Didius Julianus nach seiner Hinrichtung 193 bestattet.

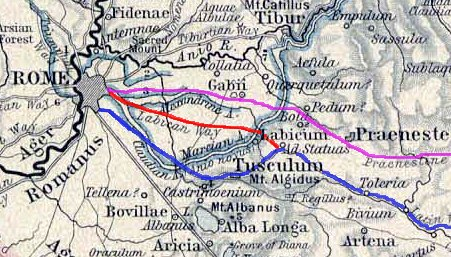
Verlauf der Straße
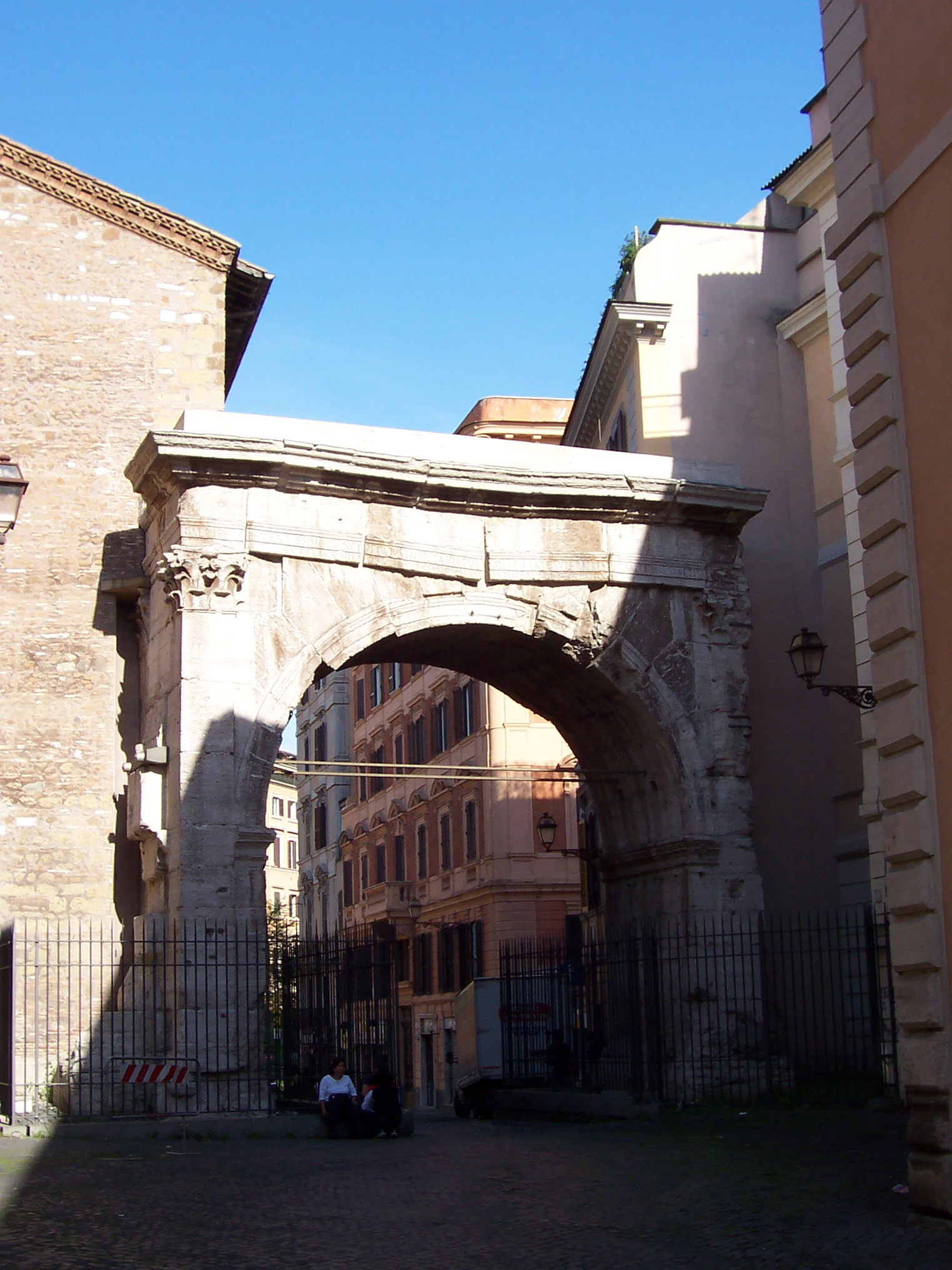
Der Gallienusbogen (Porta Esquilina)
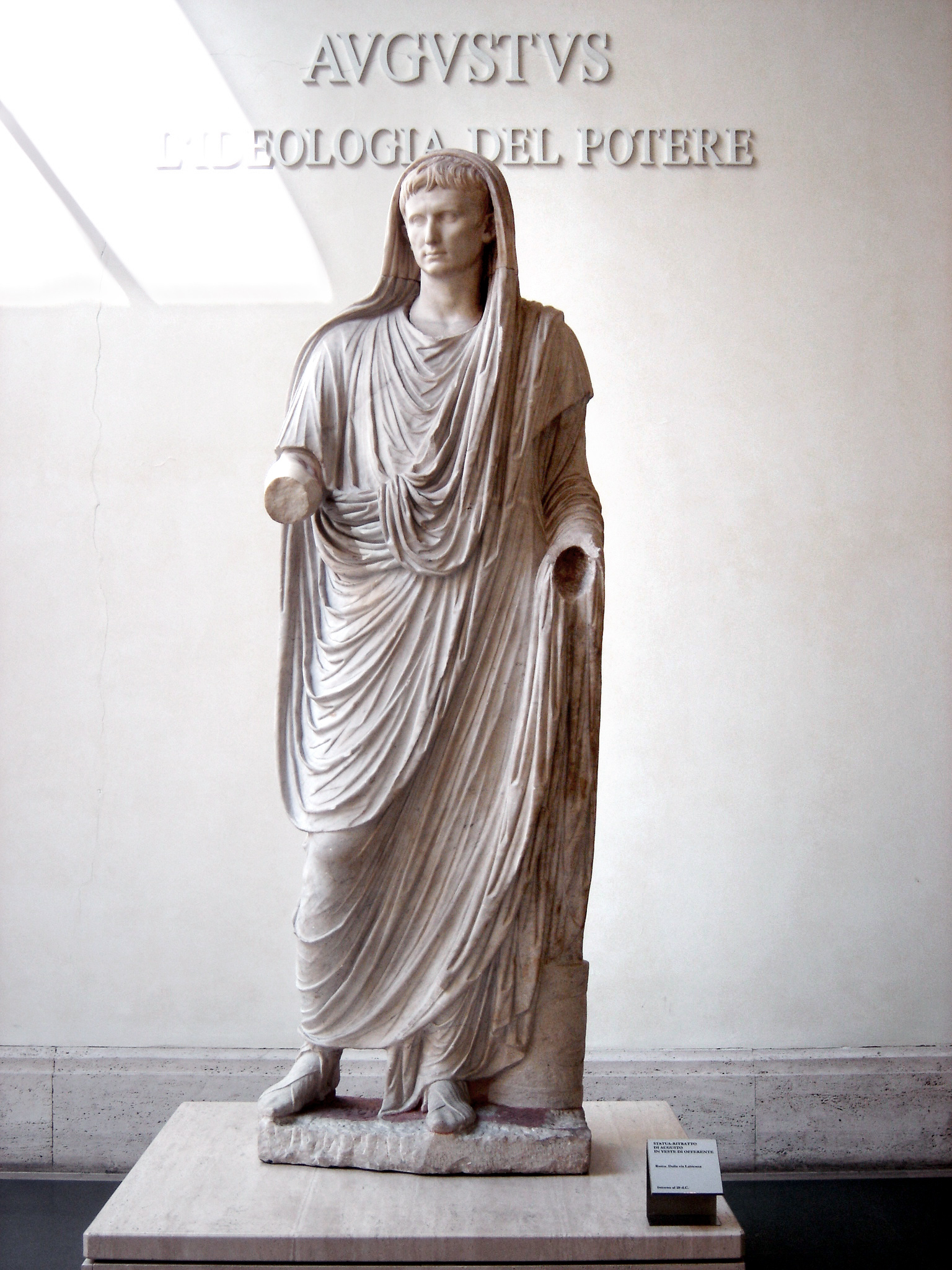
Die Augustusstatue
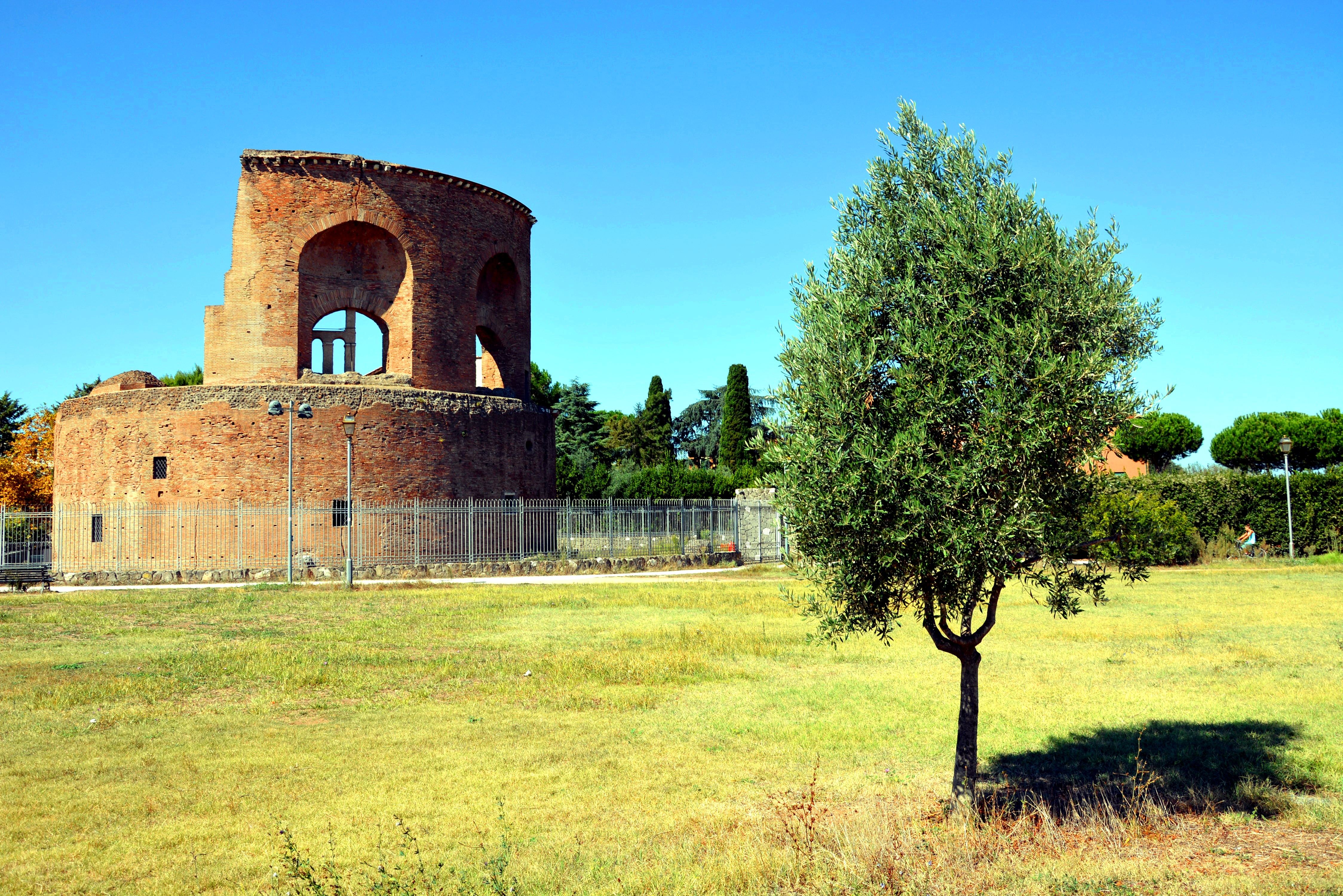
Ruine des Mausoleums der Helena
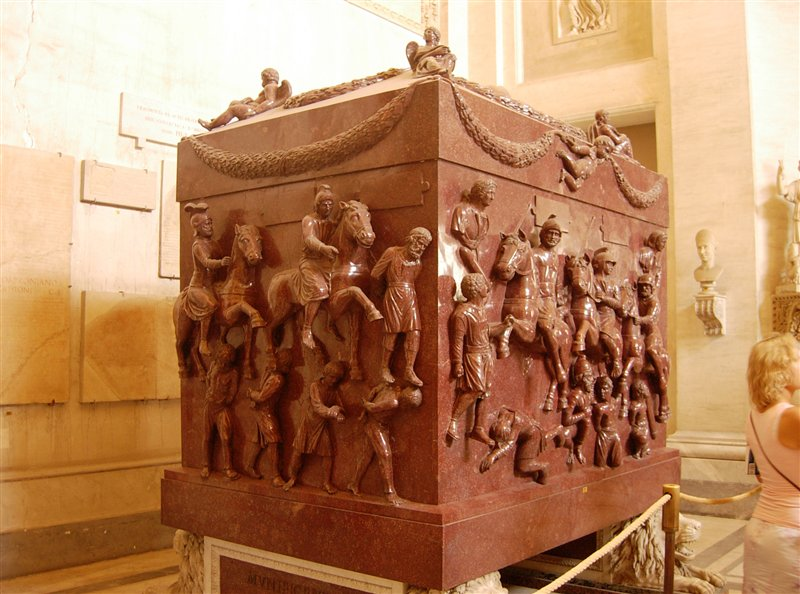
Sarkophag der Helena